# Explosion de Bogoso
L'explosion de Bogoso est survenue au Ghana le 20 janvier 2022 lorsqu'une importante explosion s'est produite le long de la route Tarkwa-Bogoso-Ayamfuri (en) après qu'un camion transportant des explosifs miniers est entré en collision avec une moto. L'explosion a rasé le village voisin d'Apiate (en), où 13 personnes ont été confirmées mortes et 200 autres personnes ont été blessées.

## Explosion
L'explosion s'est produite sur la route Tarkwa-Bogoso-Ayamfuri le 20 janvier 2022 après qu'un camion exploité par MAXAM (en) transportant des explosifs miniers entre Tarkwa et Chirano est entré en collision frontale avec une moto. Le camion se dirigeait vers la mine d'or de Chirano appartenant à Kinross Gold,. L'explosion est survenue quelques minutes après la collision vers midi. Le chauffeur du camion avait remarqué un incendie et s'était précipité pour alerter les personnes à proximité afin qu'elles courent se mettre en sécurité.
L'explosion a touché le village voisin d'Apiate, où l'on craint de nombreux blessés et morts. L'explosion a détruit plusieurs bâtiments et laissé un grand cratère à côté de la route. 13 personnes ont été tuées et 200 blessées, dont 45 ont été hospitalisées,,,. L'Organisation nationale de gestion des catastrophes (en) a déclaré que 500 bâtiments ont été détruits dans l'explosion et que certaines personnes ont été piégées par l'effondrement des structures. D'autres ont été endommagés par le feu à la suite de l'explosion. Environ 100 véhicules routiers ont également été endommagés par l'explosion.

## Conséquences
La police ghanéenne et des experts en explosifs de l'armée ont été envoyés sur les lieux pour éviter le risque d'une seconde explosion. La police a demandé que les résidents locaux « quittent la zone vers les villes voisines pour leur sécurité pendant le déroulement des opérations de secours » et ont demandé que les communautés voisines « ouvrent leurs salles de classe, leurs églises, etc. pour accueillir les victimes survivantes ».
Les blessés ont été emmenés à l'hôpital voisin d'Aseda, ainsi qu'à un centre de santé à Bogoso (en), des hôpitaux à Tarkwa et à l'hôpital régional Effia Nkwanta (en) à Takoradi. Le service national d'incendie et de sauvetage du Ghana (en) est sur place avec une excavatrice pour aider aux opérations de secours.